# إليزابيث هاني
إليزابيث هاني (بالإنجليزية: Elizabeth Honey)‏ (1947، وونذاغي في أستراليا)؛ كاتِبة مُتخصِّصة في أدب الأطفال، رسامة توضيحية، شاعرة وروائية أسترالية.